# برمودا در المپیک تابستانی ۲۰۲۴
کاروان المپیکی برمودا، یکی از کاروان‌های شرکت‌کننده در بازی‌های المپیک تابستانی ۲۰۲۴ بود. این دوره از بازی‌ها از ۲۶ ژوئیه تا ۱۱ اوت ۲۰۲۴ (۵ تا ۲۱ امرداد ۱۴۰۳ خورشیدی) به میزبانی پاریس، پایتخت فرانسه برگزار شد. پس از نخستین حضور کاروان برمودا در المپیک در سال ۱۹۳۶، برمودا در تمامی دوره‌های المپیک به جز ۱۹۸۰ مسکو در پی حمایت از ایالات متحده در تحریم شوروی، شرکت کرده است.
برای دومین دوره پیاپی،‌ پرچمدار برمودا در آیین گشایش این دوره از بازی‌ها دارا علی‌زاده، ورزشکار ایرانی‌الاصل این کشور بود.

## شرکت‌کنندگان
شرکت‌کنندگان این کاروان در رشته‌های زیر به رقابت پرداختند.
| ورزش             | مردان | زنان | مجموع |
| ---------------- | ----- | ---- | ----- |
| دو و میدانی      | ۱     | ۰    | ۱     |
| روئینگ           | ۱     | ۰    | ۱     |
| قایقرانی بادبانی | ۰     | ۱    | ۱     |
| شنا              | ۱     | ۱    | ۲     |
| سه‌گانه           | ۱     | ۲    | ۳     |
| مجموع            | ۴     | ۴    | ۸     |

## روئینگ
برای دومین دوره پیاپی، دارا علیزاده موفق شد جواز حضور در ماده اسکال انفرادی  مردان را کسب کند.
| ورزشکار      | رویداد              | مقدماتی | مقدماتی | شانس مجدد | شانس مجدد | یک چهارم نهایی | یک چهارم نهایی | نیمه نهایی | نیمه نهایی | نهایی   | نهایی |
| ورزشکار      | رویداد              | زمان    | رتبه    | زمان      | رتبه      | زمان           | رتبه           | زمان       | رتبه       | زمان    | رتبه  |
| ------------ | ------------------- | ------- | ------- | --------- | --------- | -------------- | -------------- | ---------- | ---------- | ------- | ----- |
| دارا علیزاده | اسکال یک‌‌نفره مردانه | ۷:۲۳٫۷۰ | ۵ R     | ۷:۱۷٫۰۵   | ۳ SE/F    | استراحت        | استراحت        | ۷:۳۳٫۳۸    | ۱ FE       | ۷:۰۳٫۱۲ | ۲۸    |